# Knish

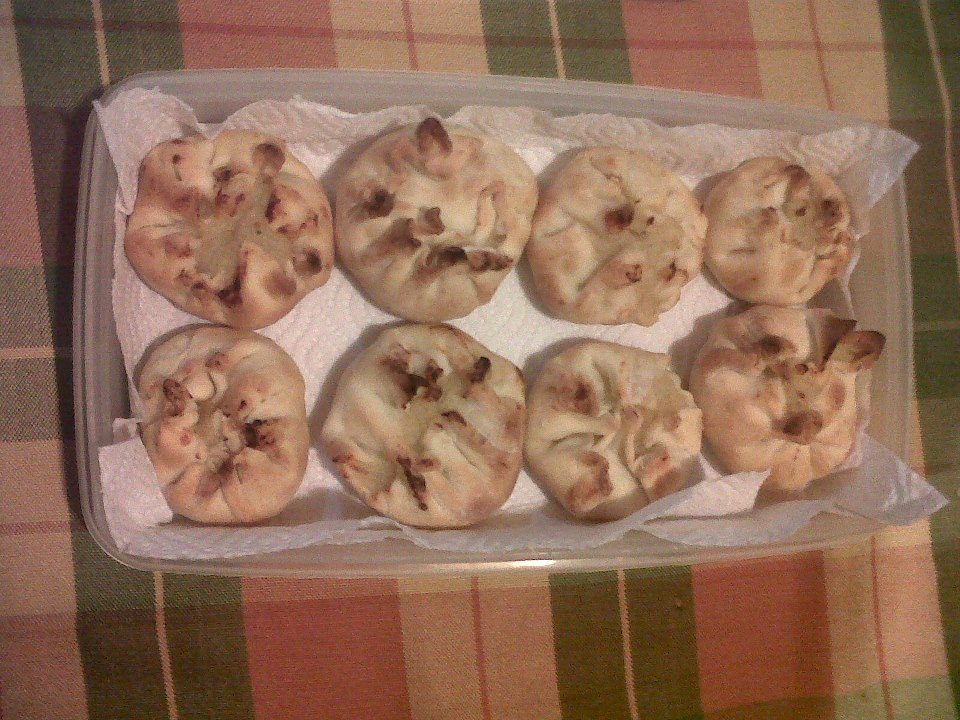
Knishes de patata hechos en Argentina.

El knish es un aperitivo del Este de Europa muy popular entre las comunidades judías. Un knish consiste en un relleno cubierto de una masa que puede ser cocinada al horno o frita. Los knishes pueden ser comercializados en puestos callejeros de ciertas áreas urbanas donde existan poblaciones judías, a veces en puestos de hot dog. Es muy popular en las comunidades asquenazíes de la diáspora, en especial en Estados Unidos, Canadá y Argentina.

## Características
En las versiones más tradicionales los rellenos se hacen por completo de puré de papas, chucrut, cebollas, kasha o quesillo.